# Euchresta tubulosa
Euchresta tubulosa är en ärtväxtart som beskrevs av Stephen Troyte Dunn. Euchresta tubulosa ingår i släktet Euchresta och familjen ärtväxter.

## Underarter
Arten delas in i följande underarter:
- E. t. brevituba
- E. t. longiracemosa
- E. t. tubulosa